# Efferia singularis
Efferia singularis este o specie de muște din genul Efferia, familia Asilidae. A fost descrisă pentru prima dată de Macquart în anul 1838. Conform Catalogue of Life specia Efferia singularis nu are subspecii cunoscute.